# Les Victoires du Jazz
Les Victoires du Jazz ist ein seit 1986 jährlich vergebener französischer Jazz-Preis. Die Preisträger werden in einer Fernsehsendung von France 3 präsentiert. Die 25 Juroren stammen aus verschiedenen Organisationen des französischen Musikbetriebs. Die Kategorie Jazz wird in breiter gefächerten Kategorien seit 2002 prämiert.

## Preisträger

### Aktuelle Kategorien

#### Künstler oder Instrumentalgruppe des Jahres
- 1986 Didier Lockwood
- 1987 Stéphane Grappelli
- 1988 Michel Petrucciani
- 1990 Michel Petrucciani
- 2002 Emmanuel Bex Trio BFG (mit Glenn Ferris und Simon Goubert)
- 2003 Sylvain Luc Trio Sud
- 2004 Lionel Belmondo und Stéphane Belmondo
- 2005 Stéphane Belmondo
- 2006 Daniel Mille
- 2007 Hadouk Trio
- 2008 Andy Emler MégaOctet
- 2009 Marc Ducret
- 2010 Médéric Collignon & Jus de Bocse
- 2011 Jean-Philippe Viret Trio
- 2012 Bojan Z
- 2013 Ibrahim Maalouf
- 2014 Émile Parisien
- 2016 Anne Paceo
- 2017 Thomas de Pourquery
- 2018 Laurent de Wilde
- 2019 Anne Paceo
- 2020 Paul Lay und Laurent Coulondre
- 2021 Pierrick Pédron
- 2022 Sophie Alour
- 2023 Géraldine Laurent
- 2024 Pierre de Bethmann

#### Jazzband des Jahres
- 2017 Electro Deluxe
- 2018 Amazing Keystone Big Band
- 2019 Fred Pallems Sacre du Tympan
- 2020 Trio Viret, Dal Sasso Big Band und Magma
- 2021 Belmondo Quintet

#### Französische Neuentdeckung („Révélation“) des Jahres (PrixFrank Ténot)
- 1996 Jean-Yves D’Angelo
- 1998 Laurent de Wilde
- 1999 Julien Lourau Groove Gang
- 2000 Sylvain Beuf
- 2001 St Germain
- 2003 Baptiste Trotignon
- 2004 Franck Avitabile New Trio
- 2005 Paris Jazz Big Band von Nicolas Folmer und Pierre Bertrand
- 2007 Médéric Collignon Jus de Bocse
- 2008 Yaron Herman und Géraldine Laurent
- 2009 Émile Parisien
- 2010 Ibrahim Maalouf
- 2011 Anne Paceo
- 2012 Sandra Nkaké
- 2013 Thomas Enhco
- 2014 Vincent Peirani
- 2015 Airelle Besson
- 2016 Raymond Coulondre
- 2017 Théo Ceccaldi
- 2018 David Enhco
- 2019 Fidel Fourneyron
- 2020 Macha Gharibian, Christophe Panzani
- 2021 Sélène Saint-Aimé
- 2022 Arnaud Dolmen
- 2023 Jeanne Michard
- 2024 Monsieur Mâlâ

#### Vokalkünstler des Jahres
- 2002 Anne Ducros
- 2003 Anne Ducros
- 2006 Elisabeth Kontomanou
- 2008 André Minvielle
- 2009 Bernard Lubat
- 2010 Élise Caron
- 2011 David Linx & Maria João
- 2017 Hugh Coltman
- 2018 Cécile McLorin Salvant
- 2019 David Linx
- 2020 Leïla Martial
- 2021 Isabel Sörling
- 2022 Marion Rampal
- 2023 Camille Bertault und Hugh Coltman
- 2024 Sandra Nkaké

#### Französisches Album des Jahres (Album jazz instrumental de l'année)
- 1985 Didier Lockwood Out of the Blue
- 1992 Michel Petrucciani Playground
- 1993 André Ceccarelli, Thierry Eliez und Jean-Marc Jafet Trio Hat Snatcher
- 1994 Michel Petrucciani Promenade with the Duke
- 1995 Marcel Azzola L´Accordeoniste, Michel Petrucciani, Eddy Louiss Conference de Presse
- 1997 Richard Galliano New York Tango
- 1998 Richard Galliano, Michel Portal Blow up
- 1999 Jean-François Jenny-Clark, Daniel Humair, Joachim Kühn Triple Entente
- 2000 Daniel Humair, René Urtreger, Pierre Michelot Hum 99
- 2001 Biréli Lagrène, Dominique di Piazza, Dennis Chambers Front Page
- 2003 Jacky Terrasson Smile
- 2004 Lionel und Stéphane Belmondo Hymne au Soleil
- 2005 Stéphane Belmondo Wonderland
- 2006 Lionel und Stéphane Belmondo, Yusef Lateef Influence
- 2007 Michel Portal Birdwatcher, Bojan Z Xenophonia
- 2008 Pierre de Bethmann Oui
- 2009 Orchestre National de Jazz/Daniel Yvinec Around Robert Wyatt
- 2010 Andy Emler MegaOctet Crouch, touch, engage
- 2011 Éric Legnini & The Afro Jazz Beat The Vox
- 2013 Médéric Collignon et le Jus de Bocse, À la recherche du roi frippé
- 2014 Thomas de Pourquery & Supersonic, Thomas de Pourquery & Supersonic Play Sun Ra
- 2015 Stéphane Kerecki Nouvelle vague
- 2016 Sylvain Rifflet Mechanics
- 2020 Géraldine Laurent Cooking
- 2021 Michel Portal MP85
- 2022 Cécile McLorin Salvant Ghost Song
- 2023 Pierrick Pédron und Gonzalo Rubalcaba Pédron Rubalcaba
- 2024 Émile Parisien Let them Cook

#### Überraschungsalbum des Jahres
- 2017 Émile Parisien Sfumato
- 2018 Roberto Negro Badada
- 2019 Vincent Peirani Living Being II (Night Walker)

#### Grenzgänger-Album des Jahres (Album inclassable de l'année)
- 2017 Pierre Bertrand & Caja Negra: Joy
- 2018 Raphaël Imbert: Music Is My Hope
- 2019 Naïssam Jalal (نيسم جلال) Quest Of The Invisible

#### Album Weltmusik
- 2020 Rocío Márquez Visto en el Jueves
- 2021 San Salvador La grande folie
- 2022 Piers Faccini Shapes of the fall
- 2023 Abdullah Miniawy Le cri du Caire

### Frühere Kategorien

#### Blues-Album des Jahres
- 2003 Jean-Jacques Milteau

#### Internationale Neuentdeckung (Prix Midem)
- 2003 Esbjörn Svensson
- 2004 Norah Jones
- 2006 Tineke Postma

#### Publikumspreis
- 2003 Captain Mercier
- 2004 Belmondo Brüder Hymne au Soleil
- 2005 Erik Truffaz Saloua
- 2009 Patrick Artero Vaudoo

#### Internationaler Künstler oder Gruppe des Jahres
- 2004 Richard Bona
- 2005 Madeleine Peyroux

#### Internationales Album des Jahres (in französischer Produktion)
- 2010 Ballaké Sissoko und Vincent Ségal Chamber music
- 2011 Tigran Hamasyan A fable

### Ehrenpreise (Victoire d’honneur)
- 2010 Marcus Miller und George Benson
- 2011 André Ceccarelli
- 2012 Maceo Parker und Jean-Philippe Allard
- 2017 Guy Le Querrec
- 2018 Rhoda Scott
- 2019 Henri Texier und Gregory Porter
- 2020 Orchestre National de Jazz unter der Leitung von Frédéric Maurin
- 2021 Alain Jean-Marie
- 2022 Christian Escoudé
- 2023 François Jeanneau